# Luezas
Luezas es una aldea del municipio de Soto en Cameros en La Rioja (España).
No cuenta con población permanente, aunque tiene varias casas restauradas que son habitadas en verano. Los descendientes del pueblo realizan fiestas, romerías y danzas.

## Situación geográfica
Está situada en el centro geográfico de La Rioja, en Cameros, concretamente en la comarca del Camero Viejo, en la divisoria entre las cuencas de los valles Leza e Iregua. 
El pueblo se eleva hasta los 1130 m de altitud y se sitúa en las laderas de Peña Saida (1378 m).

## Accesos
Se accede por la carretera  LR-250 , que parte desde Logroño, enlazando, entre las localidades de Soto en Cameros y Terroba, con la  LR-461  que conduce directamente a Luezas.

## Historia
En el Diccionario Geográfico Histórico Estadístico de Pascual Madoz indica que en la década de 1840 tenía 30 casas, ayuntamiento y escuela con 18 alumnos. Tenía 220 habitantes, se producía cereales y semillas, se criaba ganado lanar y mular y había caza de perdices y liebres.
La localidad fue perdiendo población tras las crisis ganaderas y textiles, que implicaron la emigración a las zonas industriales de las ciudades. En 1900 todavía contaba con 127 habitantes, y en 1960 había bajado a algo menos del centenar. Pero fue la década de 1960 con sus fuertes movimientos migratorios la que despobló el lugar, pues en 1970 solo quedaban 7 vecinos. Así, habiendo tenido ayuntamiento propio hasta el año 1971, al quedarse sin vecinos se anexionó al municipio de Soto en Cameros.
Su antiguo término municipal se usa para pastos y usos forestales.

## Geografía humana

### Demografía
| Gráfica de evolución demográfica de Luezas entre 1842 y 1970 |
| |
| Población de derecho según los censos de población del INE Población de hecho según los censos de población del INEEntre el censo de 1981 y el anterior, este municipio desaparece porque se integra en el municipio 26146 (Soto en Cameros) |

## Recursos naturales
El término de Luezas se encuentra incluido dentro de la reserva de la biosfera de los valles del Jubera, Leza, Cidacos y Alhama, aprobada por la Unesco en julio de 2003. Además sus zonas más elevadas se encuentran dentro de la Zona de especial protección para las aves (Z.E.P.A), zona de especial interés para la Unión Europea, dentro de la Red Natura 2000.
Desde algunos de sus miradores pueden contemplarse con facilidad toda la Rioja Media, parte de la Rioja Alta, Cameros, las sierras de Cebollera y La Demanda, los Pirineos Centrales y Occidentales y el sector Oriental de la cordillera Cantábrica además de la Rioja Alavesa en su totalidad.
En un espacio de poco más de 10 km², se encuentra una dehesa cubierta de robles (quejigos y rebollos), un hayedo, pinares de repoblación y uno de los mayores y mejor conservados carrascales de La Rioja. 
En la zona se encuentran aves rapaces y grandes mamíferos, como jabalí, corzo y ciervo.

## Patrimonio

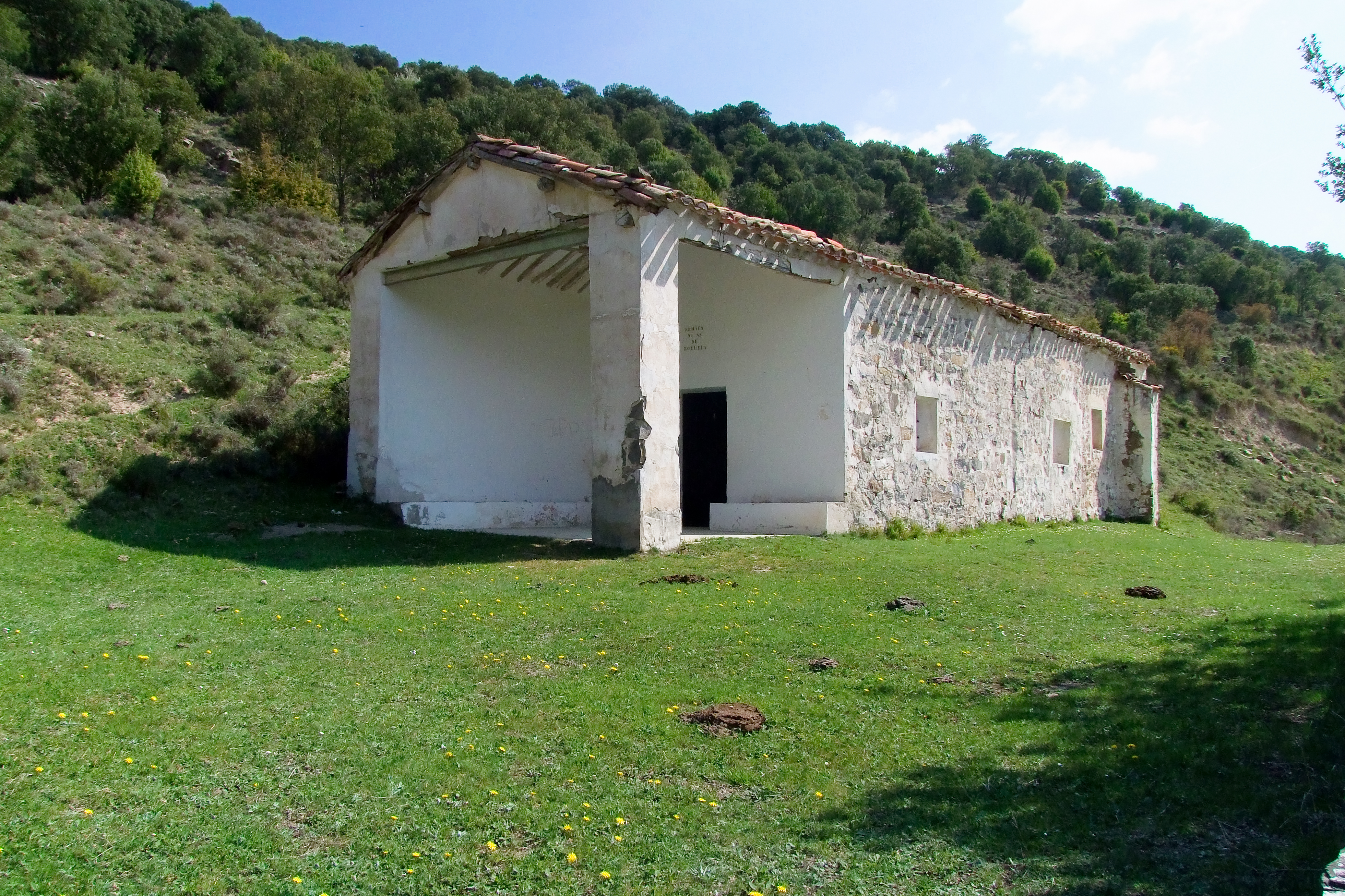
Ermita de la Virgen de Royuela.

- Iglesia parroquial de la Asunción. Construida en el siglo XVI.[3] al quedar la localidad con población esporádica, cayó en el abandono, estando actualmente en ruinas. Junto a ella se encuentra el cementerio.
- Ermita de San Andrés. Situada en un cerro enfrente del pueblo.[3]
- Ermita de la Virgen de Royuela. Situada en un encinar, sobre un monte.[3]
- Lavadero. Restaurado en el 2010.[3]

## Fiestas
Las fiestas patronales se celebran el fin de semana más próximo al día 15 de agosto. Destacan las danzas típicas de Luezas, de gran tradición en el pueblo, que fueron recuperadas en 1992 después de 40 años y las comidas de hermandad en las que participan diariamente al menos 300 personas todos los días que dura la fiesta.
El primer domingo de mayo y octubre se realiza la romería a la virgen de Royuela, desplazándose los vecinos de Luezas y otros pueblos cercanos a la ermita románica enclavada entre el monte el carrascal. Realizándose juegos, comida de hermandad con ambientación musical.

## Otros datos
- Grupo de Luezas de Cameros en Facebook